# St Thomas' Hospital

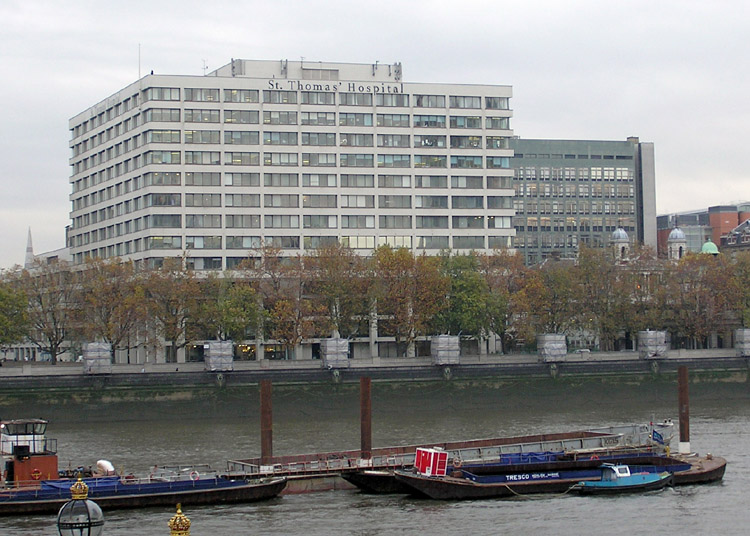
St.thomas.hospital.arp.750pix

St Thomas' Hospital är ett brittiskt universitetssjukhus (National Health Service) i centrala London i Storbritannien. Det är en av institutionerna som tillhör King's Health Partners. Det tillhör administrativt Guy's and St Thomas' NHS Foundation Trust, och är en del av King's College London GKT School of Medical Education tillsammans med Guy's Hospital, King's College Hospital, University Hospital Lewisham och Queen Elizabeth Hospital.
St Thomas' Hospital bildades som en barmhärtighetsinrättning under medeltiden vid okänd tidpunkt före 1215, och låg tidigare i Southwark, men flyttades till Lambeth 1871. Institutionen associeras med en rad berömda personer ur den medicinska historien, som Astley Cooper, William Cheselden, Florence Nightingale, Alicia Lloyd Still, Linda Richards, Edmund Montgomery, Agnes Elizabeth Jones och Harold Ridley. 
Florence Nightingales' berömda skola för sjuksköterskor, Nightingale Training School and Home for Nurses, grundades vid St Thomas' Hospital år 1860. 